# Jade Lebœuf
Pour les articles homonymes, voir Lebœuf.
Jade Lebœuf, née le 28 novembre 1990, est une mannequin et influenceuse française.

## Biographie

### Enfance et formation
Jade Lebœuf est la fille de l'ancien footballeur international français Frank Lebœuf et de la styliste Béatrice Bodas,. Elle a un frère, Hugo, avec qui elle a grandi aux côtés de leur père. Les changements de clubs de ce dernier font que les deux enfants déménagent régulièrement, avec des passages à Londres, Marseille, ou encore au Qatar,.
Durant les années 2000, la famille s'établit aux États-Unis. Jade étudie par conséquent à Santa Monica, puis entre à l'UCLA. Dans le même temps, Jade Lebœuf s'intéresse au cinéma. Ainsi, accompagnée de son père, elle prend part à des cours de comédie au Lee Strasberg Theatre and Film Institute,.

### Carrière
Elle intègre tout d'abord l'agence artistique Cinétéa, puis rejoint subséquemment Bella Agency, une agence de mannequinat à Los Angeles.
En 2016, la jeune femme est au casting d'Everlasting (en), un film américain d'Anthony Stabley.
Elle s'expose par la suite sur les réseaux sociaux, notamment Instagram et Twitter, où la créatrice de contenus poste assidument des photos d'elle,, affichant régulièrement sa plastique,. Au vu de la croissance de son nombre d'abonnés, elle devient rapidement une influenceuse,. Cela lui permet de se diversifier, devenant égérie d'une marque de lingerie, et de se lancer dans l'entrepreneuriat avec plusieurs projets au Luxembourg dans la restauration,,.
Grâce à une notoriété grandissante, la diversification de sa carrière s'opère également par plusieurs participations à des programmes du groupe M6 durant les années 2020, tels Les Reines du shopping ou encore Les Cinquante,,. En 2025, comptabilisant alors 287 000 abonnés sur Instagram, c'est au jeu Les Traîtres qu'elle prend part, en compagnie de son frère comédien Hugo.

## Vie privée
À partir de janvier 2016, Jade Lebœuf est en couple avec Stéphane Rodrigues, participant de la saison 8 de l’émission de télé-réalité Secret Story et de la première saison de Ninja Warrior : Le Parcours des héros. Ils se marient civilement le 12 juillet 2018 au Luxembourg,. Le 12 juillet de l'année suivante, ils célèbrent à Toulon leur mariage au moyen d'une cérémonie laïque.
Le 9 août 2020, elle donne naissance à un garçon, Elon James.
Début 2025, le couple annonce sur les réseaux sociaux sa séparation.

## Télévision

### Candidate
- 2020 : Tous en cuisine, en direct avec Cyril Lignac sur M6 ;
- 2021 : Les Reines du shopping (spéciale célébrités) sur M6 ;
- 2023 : Les Cinquante 2 sur W9 ;
- 2024 : Tatoo confessions sur W9 ;
- 2024 : Les Cinquante 3 sur W9 ;
- 2025 : Les Traîtres (saison 4) sur M6.